# Острина
Остри́на (біл. Астрына) — селище міського типу в Щучинському районі Гродненської області Білорусі.
Населення селища становить 2,2 тис. осіб (2006).

## Географія
Селище розташоване за 22 км від Щучина, 29 км від залізничної станції Рожанка на лінії Мости — Ліда. Розташований на перетині автодороги Гродно - Острина - Радунь.
Географічні кoординати: 53°43′48″ пн. ш. 24°31′45″ сх. д.

## Історія
У 1386 р. Острина згадується у картах німецьких лицарів-шпигунів як володіння Великого князя Литовського, намісником якого у населеному пункті був литовський боярин Мінігайло.
Острина згадується у книзі Великого князя Литовського та короля Польщі Казимира IV Ягеллнчика  «Записи земель дач короля Казимира» 1451 р.
У XV-XVI ст. в Острині – королівське володіння, центр волості Трокського повіту (господарський двір «Острынь съ волостью»).
У 1487 р. стає містечком.

## Культура
- Народний музей Пашкевич Алоїзи Степанівної (Цьотки)[2].
- Алоїзі Пашкевич поставлено пам'ятник.

## Примітки

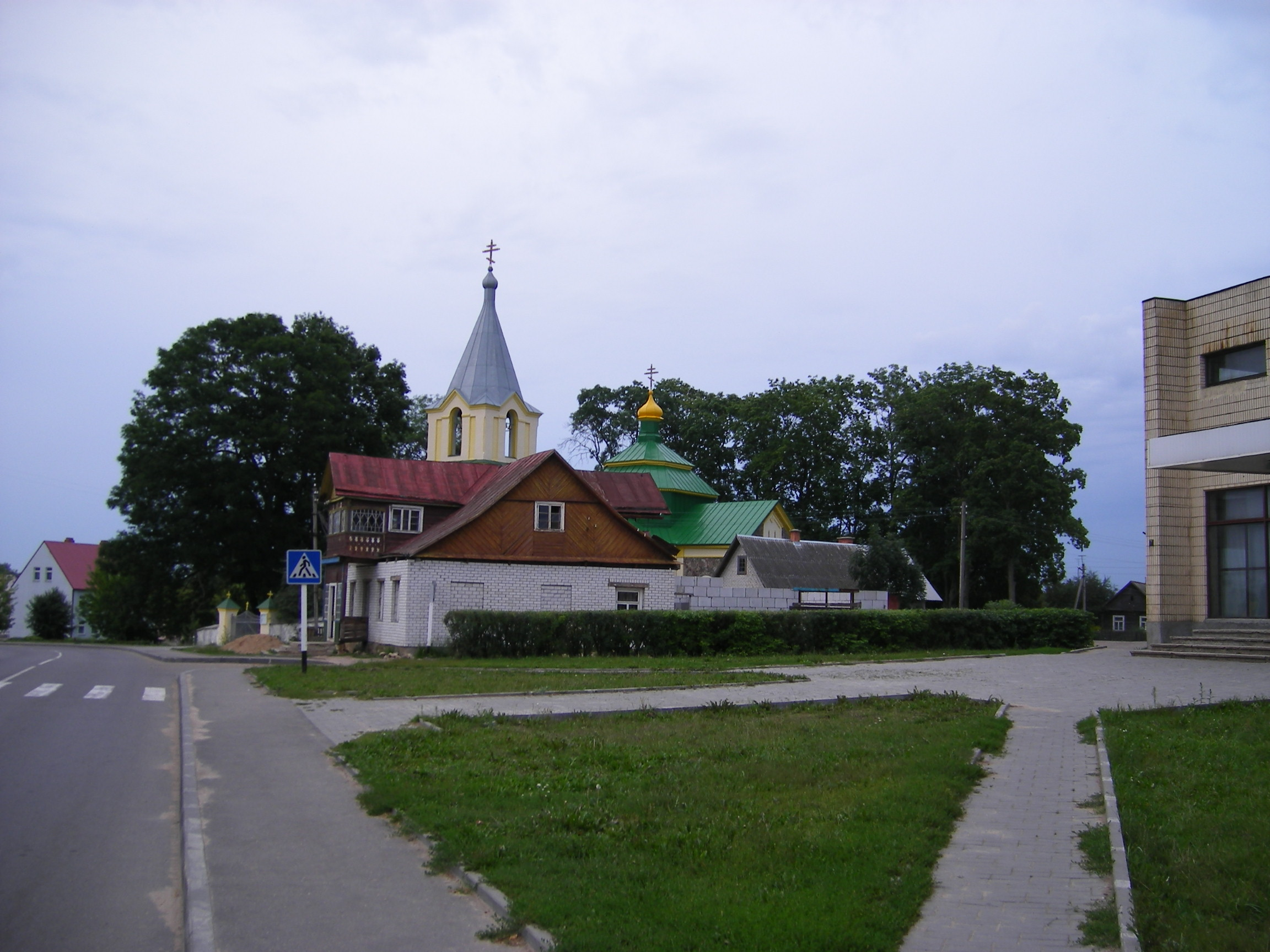
Спасо-Преображенська церква

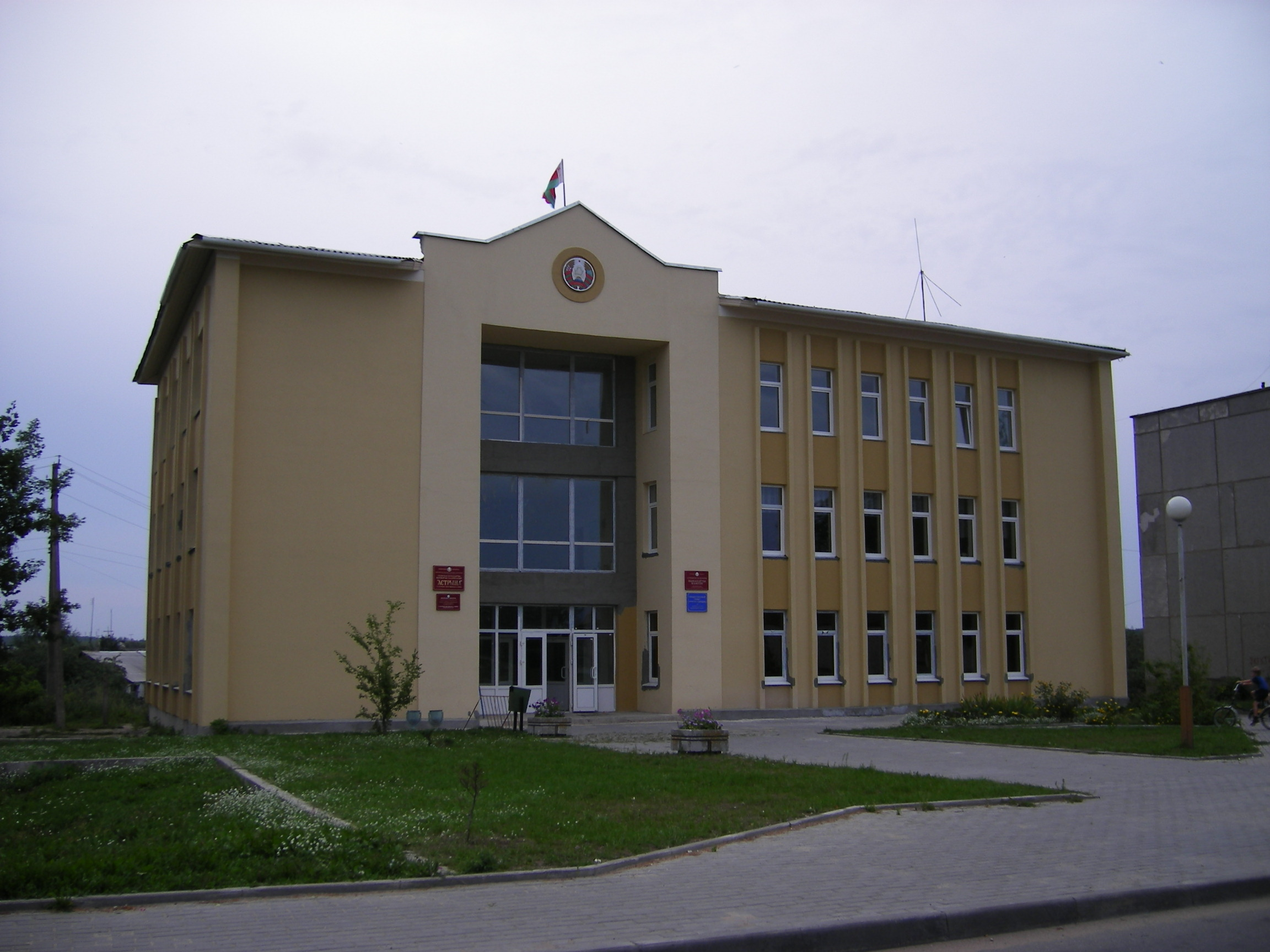
Селищна рада